# Subdivisões da Costa do Marfim

Distritos da Costa do Marfim.

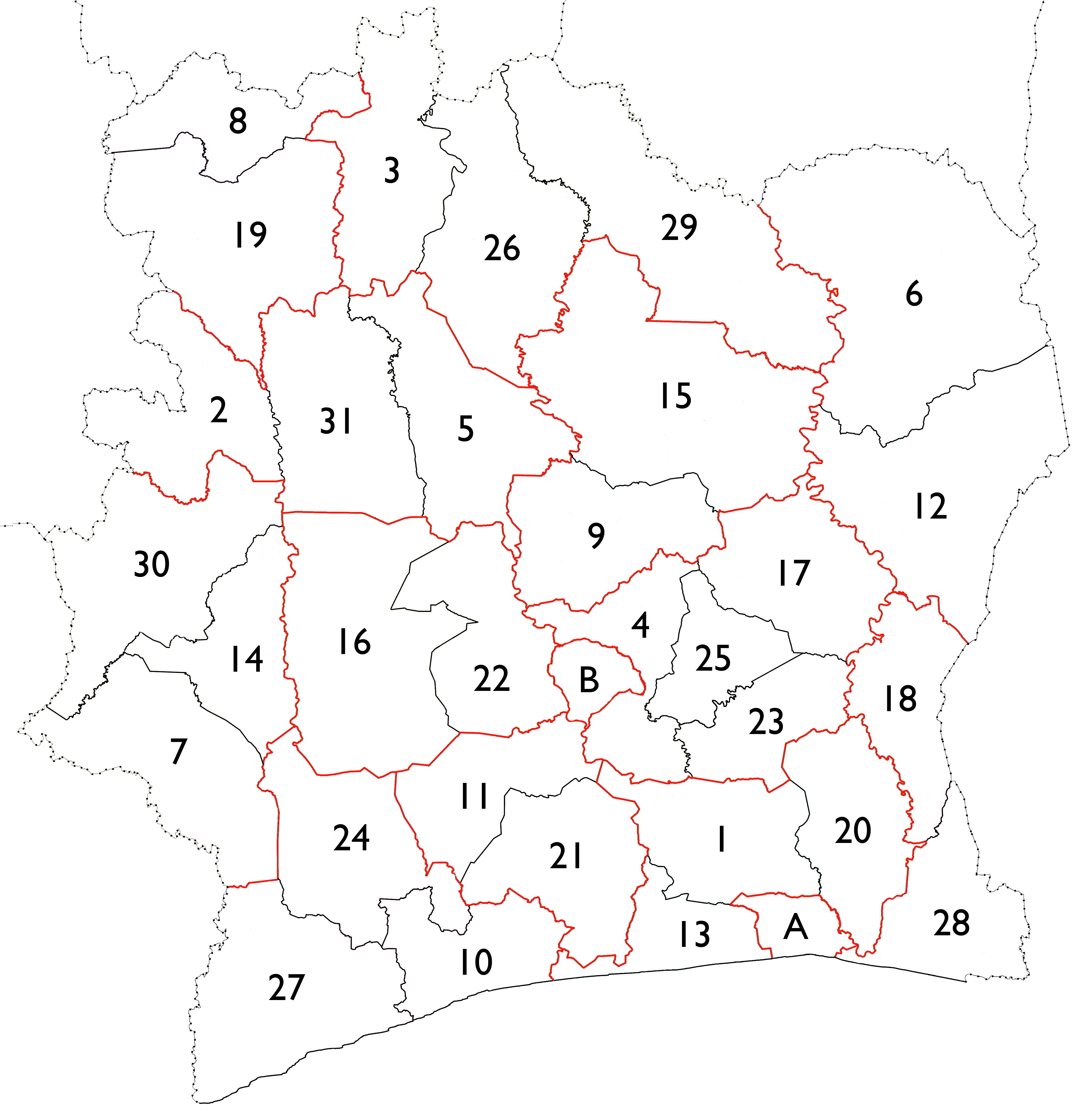
Regiões da Costa do Marfim

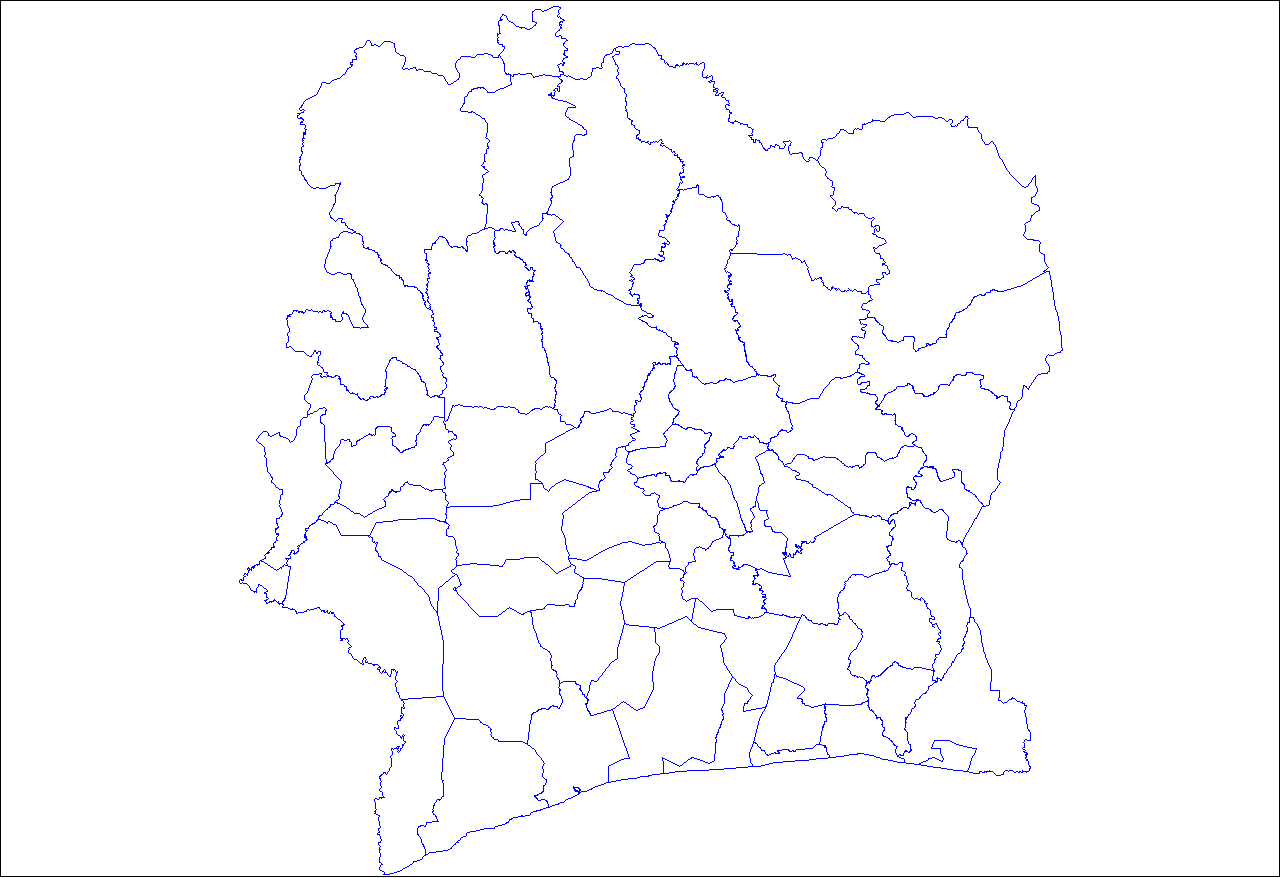
Departamentos da Costa do Marfim.

As subdivisões da Costa do Marfim têm quatro níveis principais de governo. Desde 2011, a Costa do Marfim é dividida em catorze distritos, dois dos quais autônomos e subdivididos em 31 regiões, que por sua vez são divididas em 108 departamentos e 510 subprefeituras.

## Distritos
Costa do Marfim está dividido em 14 distritos, subdivididos em regiões .
Antes da reorganização de 2011, o país era dividido em regiões, subdivididas em departamentos e em subprefeituras. O número de subprefeituras era de 108 em 1967, 127 em 1972, 162 em 1977, 183 em 1993, 258 em 2004 e 393 em 2008.

## Regiões
As regiões da Costa do Marfim são o segundo nível administrativo do país. Atualmente, é composto por 31 regiões.
1. Agnéby-Tiassa (2011)
2. Bafing (2000)
3. Bagoué (2011)
4. Bélier (2011)
5. Béré (2011)
6. Bounkani (2011)
7. Cavally (2011)
8. Folon (2011)
9. Gbêkê (2011)
10. Gbôklé (2011)
11. Gôh (2011)
12. Gontougo (2011)
13. Grands-Ponts (2011)
14. Guémon (2011)
15. Hambol (2011)
16. Haut-Sassandra (1997)
17. Iffou (2011)
18. Indénié-Djuablin (2011)
19. Kabadougou (2011)
20. La Mé (2011)
21. Lôh-Djiboua (2011)
22. Marahoué (1997)
23. Moronou (2012)
24. Nawa (2011)
25. N'Zi (2011)
26. Poro (2011)
27. San-Pédro (2011)
28. Sud-Comoé (1997)
29. Tchologo (2011)
30. Tonkpi (2011)
31. Worodougou (1997)

## Departamentos
Desde 2011, a Costa do Marfim é dividida em 31 regiões, que por sua vez são divididas em 108 departamentos:
1. Abengourou
2. Abidjan
3. Aboisso
4. Adiaké
5. Adzopé
6. Agboville
7. Agnibilékrou
8. Akoupé
9. Alépé
10. Arrah
11. Attiégouakro
12. Bangolo
13. Béoumi
14. Bettié
15. Biankouma
16. Bloléquin
17. Bocanda
18. Bondoukou
19. Bongouanou
20. Botro
21. Bouaflé
22. Bouaké
23. Bouna
24. Boundiali
25. Buyo
26. Congue
27. Dabakala
28. Dabou
29. Daloa
30. Danané
31. Daoukro
32. Dianra
33. Didiévi
34. Dikodougou
35. Dimbokro
36. Divo
37. Djékanou
38. Doropo
39. Duékoué
40. Facobly
41. Ferkessédougou
42. Fresco
43. Gagnoa
44. Gbéléban
45. Grand-Bassam
46. Grand-Lahou
47. Guéyo
48. Guiglo
49. Guitry
50. Issia
51. Jacqueville
52. Kani
53. Kaniasso
54. Katiola
55. Korhogo
56. Koro
57. Kouassi-Kouassikro
58. Kouibly
59. Koun-Fao
60. Kounahiri
61. Kouto
62. Lakota
63. Madinani
64. Man
65. Mankono
66. M'Bahiakro
67. M'Batto
68. M'Bengué
69. Méagui
70. Minignan
71. Nassian
72. Niakaramandougou
73. Odienné
74. Ouangolodougou
75. Ouaninou
76. Oumé
77. Prikro
78. Sakassou
79. Samatiguila
80. San-Pédro
81. Sandégué
82. Sassandra
83. Séguéla
84. Séguélon
85. Sikensi
86. Sinématiali
87. Sinfra
88. Sipilou
89. Soubré
90. Taabo
91. Tabou
92. Taï
93. Tanda
94. Téhini
95. Tengréla
96. Tiapoum
97. Tiassalé
98. Tiébissou
99. Touba
100. Toulépleu
101. Toumodi
102. Transua
103. Vavoua
104. Yakassé-Attobrou
105. Yamoussoukro
106. Zouan-Hounien
107. Zoukougbeu
108. Zuénoula

## Cidades
- Lista de cidades na Costa do Marfim